# Тирякле (Зианчуринский район)
Тирякле (баш. Тирәкле) — деревня в Зианчуринском районе Республики Башкортостан Российской Федерации. Входит в состав Сакмарского сельсовета.

## География

### Географическое положение
Расстояние до:
- районного центра (Исянгулово): 89 км,
- центра сельсовета (Арсёново): 8 км,
- ближайшей ж/д станции (Саракташ): 53 км.

## История
До 10 сентября 2007 года называлась Деревней фермы №4 Сакмарского совхоза.

## Население
| 1939 | 1959 | 1970 | 1979 | 1989 | 2002 | 2009 |
| ---- | ---- | ---- | ---- | ---- | ---- | ---- |
| 178  | ↗256 | ↘241 | ↘138 | ↘114 | ↘106 | ↗118 |
| 2010 |      |      |      |      |      |      |
| ↘75  |      |      |      |      |      |      |